# Borderie (agriculture)
Pour les articles homonymes, voir Borderie et Bordage.
Une borderie est une exploitation agricole petite ou moyenne (moins de 10 à 15 ha). Dans l'ouest de la France, il existe deux sortes d'exploitations agricoles : les grandes sont les métairies (elles font 20 à 60 ha selon les régions), les petites qui font moins de 15 ha et souvent moins de 10 s'appellent closeries borderies, bordages ou encore borderages.
La métairie est donc exploitée par le laboureur, le bordage est exploité par le bordager ou bordier. Ils sont tous les deux locataires[réf. nécessaire]. Le laboureur a souvent un niveau de vie plus aisé que le bordager. D'ailleurs certains laboureurs sont parfois propriétaires d'un bordage.
Le mot borderie vient du francique  bord signifiant planche, en référence au mode de construction de l'habitation de l'exploitant, souvent réalisée en bois. On retrouve d'ailleurs cette racine en anglais (board désignant une planche) ou en suédois (bord signifiant table). Par extension, une borderie peut donc désigner une habitation à pans de bois. Les dialectes occitans du sud-ouest de la France (gascon, limousin, languedocien) utilisent le mot féminin bòrda pour désigner une ferme, une grange ou une métairie.
La Borderie, petite exploitation dont les terres sont exploitées par une paire de bœufs.
Exemple près de La Rochelle : la Borderie du Gô (XVIIe).

## Sources
- Annie Antoine, Jean Michel Boehler, Francis Brumont, L'agriculture en Europe Occidentale à l'époque moderne, Belin Sup Histoire, 2000.
- Annie Antoine, Le paysage de l'historien. Archéologie des bocages de l'Ouest de la France à l'époque moderne, Presses universitaires de Rennes, 2000.